# Vopadeva
Vopadeva (Maratha, 1150-1240 aproximadamente) fue un gramático, poeta, astrólogo, erudito y médico hinduista, posible autor del Bhágavata-purana.

## Nombre sánscrito y etimología
- vopadeva, en el sistema AITS (alfabeto internacional para la transliteración del sánscrito).[2]
- वोपदेव, en escritura devanagari del sánscrito.[2]
- Pronunciación:
  - [vopadéva] en sánscrito[2] o bien
  - [bopdéb] en varios idiomas modernos de la India (como el bengalí, el hindí, el maratí o el palí).
- Etimología: posiblemente ‘divino sembrador’;
  - vopa no parece ser una palabra sánscrita; la palabra más cercana es vapa (cortar el cabello, esquilar la lana, según Horace Wilson); en el Vayasaneyi-samjita aparece la palabra vapá (‘sembrador’); en el Shatapatha-bráhmana aparece vapaṇa (cuchillo para rasurar), siendo vapaṇī la barbería (el lugar donde el barbero cortaba el cabello, afeitaba la barba y extraía dientes y muelas enfermos).[2]
  - deva: ‘dios’[2]

## Datación
Según la investigación de Eugene Burnouf (1801-1852), Vopadeva habría florecido en la segunda mitad del siglo XIII.
En cambio otros autores afirman que Vopadeva vivió en el siglo XII d. C.

## Datos biográficos
Acharya Vopadeva fue un erudito bien versado en herboristería aiurvédica, viakarana (gramática sánscrita) y yiotish (astrología hinduista).
Escribió un comentario acerca del Sharngadhara-samjita de Sharngadhara
Era hijo de un tal Keśava,
un médico importante.
Fue discípulo de Pandit Dhanéswara
o Dhanesh.
Fue amigo del lingüista Jemadri,
quien fue el comentarista del Ashtanga-jridaia (escrito hacia el 600), de Vagbhata.
Jemadri escribió comentarios sobre dos obras de Vopadeva, el Muktaphala y Jari-lila.
Según Monier Monier-Williams (1819-1899), Vopadeva vivió en la corte junto con Jemadri. Puede haber sido ministro de la corte.
Vopadeva fue el médico real de Majadev
―también conocido como Deoguiri-Iádav―, el rey de Devaguiri (actual Dowlatabad).
Vivió en el país Maratha, en el sur de la India.
Vopadeva pertenecía a la desaparecida villa de Vedpur (en el actual distrito de Amravati, en la región de Vidarbha, en el centro de la India), que era capital del rey Simjarash, a orillas del río Varda.

## Obras
A este Vopadeva (u otro autor llamado Vopadeva) se le atribuyen varias obras:
- 10 obras sobre viakarana (gramática sánscrita), entre ellas:[4]
  - el Mugdha-bodha-viakarana, un manual de gramática sánscrita;[2]
  - el Kavi-kalpa-druma (índice de raíces sánscritas);[2]
    - el Kieya-kamadhenu

  - el Jridaia-dípaka-nighantu, un nighantu (‘glosario’), que fue editado y publicado por Acharya Priyavrata Sharma).[4]
  - el Mukti-phala o Mukta-phala (‘el fruto de la liberación espiritual’); según el Duryana-mukha-chapetika[1]
  - el Reimaviak-arania (otro manual de gramática).[1]
  - el Vopadeva-shataka, un kavia (tipo de poema).[2]

- 9 obras sobre vadia-sastra (escrituras sobre curanderismo y herboristería)[4]
  - el Shata-sloki-chandra-kala.[7] o Sloka-chándrika o Shata-sloki.[4] (un tratado de curanderismo aiurvédico y herboristería). Este podría haber sido escrito por otro autor de nombre Vopaveda.[8]
  - el Sloka-chándrika (un tratado de curanderismo aiurvédico y herboristería). Este podría haber sido escrito por otro autor de nombre Vopaveda.[8]

- 9 obras sobre yiotish (astrología hinduista)[4]

- 3 obras sobre sajitia (composición literaria, retórica)[4]

- el Bhágavata-purana;[2]
  - el Jari-lila (al que los hinduistas actuales llaman Hrileela), comentario del Bhagavata-purana.[6]
  - el Mukti-phala o Mukta-phala (‘el fruto de la liberación espiritual’), comentario del Bhagavata-purana, y
  - el Paramajamsa-priya (‘el amado por los cisnes supremos [los renunciantes]’), comentario del Bhagavata-purana; según el Duryana-mukha-chapetika[1]

- Comentario sobre el Siddha-mantra, una obra de su padre, Késhava.[4]

- Varios otros comentarios sobre sus propias obras.[4]

### ElMugdhabodha-viakarana
El manual de gramática titulado Mugdhabodha posee una alta reputación, especialmente en Bengala, y fue comentado por un tal Durgadasa. Tanto el texto como el comentario fueron editados en Calcuta en 1861;
las ediciones anteriores ―como la de Otto von Böhtlingk (1815-1904), que la primera edición en Occidente, publicada en 1847 en San Petersburgo (Rusia)― solo contenían el texto del Mugdhabodha, sin el comentario.
El Mugdhabodha difiere de la gran obra de Panini tanto en su disposición como en su terminología. Utiliza un sistema gramatical más sencillo y adecuado para principiantes que el sistema de Panini (que está escrito en un estilo rebuscado y extremadamente breve, lo que lo hace casi incomprensible).
Sin el comentario de Durgadasa, el Mugdhabodha no tendría la información que posee la gramática de Panini. Sin embargo, la obra de Vopadeva es valiosa debido a que menciona las formaciones sánscritas posvédicas y clásicas, que no aparecían en el trabajo de Panini (que solo trataba sobre las védicas).

### ElKavi-kalpadruma
Vopadeva compuso también un catálogo en verso de las raíces sánscritas, llamado Kavi-kalpa-druma (que se publicó en Calcuta en 1848), y un comentario sobre él, el Kieya-kamadhenu.

### ElBhágavata-purana
De acuerdo con una tradición general que prevalece en la India, Vopadeva también fue el autor de uno de los Puranas más renombrados, el Bhágavata-purana.
Un pequeño tratado, el Duryana-mukha-chapetika (‘una bofetada en el rostro de los impíos’), es contrario a esta tradición, y sostiene que el autor de este Purana no fue Vopadeva sino Viasadeva.
En ese tratado, a Vopadeva se le asignan otras tres obras de carácter religioso:
- el Sloka-chándrika (un tratado de curanderismo aiurvédico y herboristería). Este podría haber sido escrito por otro autor de nombre Vopaveda.[8]
- el Mukti-phala o Mukta-phala (‘el fruto de la liberación espiritual’), y
- el Paramajamsa-priya (‘el amado por los cisnes supremos [los renunciantes]’),

#### Críticas a la autoría de Vopadeva
El Bhágavata-purana cita textualmente un verso del Uttara-guita-bhashia,
el comentario de Gaudapada (720-780) ―el gurú de Govindapada, quien fue gurú de Shankaracharia (788-820)―. Los detractores de Vopadeva afirman que no es posible que Vopadeva hubiera citado un texto escrito tres siglos antes ―posiblemente porque el Bhágavata-purana es el texto más importante del visnuismo―, y que más bien habría sido Gaudapada quien habría citado ―en el 760― el texto del Bhágavata, que por lo tanto tendría que haber sido publicado antes del 760, y por consiguiente no podría haber sido escrito por Vopadeva.
En 1168, el anciano rey Bal·lala Sena (1083-1179) escribió en el verso 57 de su Dana-sagara (‘el océano de la caridad’), que él no mencionaría el Bhāgavata-purāṇa en su composición debido a que ese purana no contenía las glorias de dāna (‘caridad’).
Vopadeva afirma haber escrito el Bhágavata-purana bajo el seudónimo de Vyāsadeva.

Muchas personas consideran que el Bhāgavatam es una creación de Vopadeva. Vopadeva fue ministro de la asamblea del rey Hemadri de Devagiri. Apareció en el siglo XIII d. C. Sin embargo, muchos hindúes no consideran que el Bhāgavatam sea una creación de Vopadeva. Los vaiṣṇavas acusan que esta acusación engañosa fue creada por shaktas (seguidores de la diosa Shakti) envidiosos. No importa lo que digan, lo cierto es que efectivamente fue Vopadeva quien compuso el Śrīmad-bhāgavatam.
Many people consider the Bhāgavatam to be a creation of Vopadeva. Vopadeva was a minister of the assembly of King Hemadri of Devagiri. He appeared in the 13th Century A.D. However, many Hindus do not consider the Bhāgavatam to be a creation of Vopadeva. The vaiṣṇavas accuse that envious śāktas (followers of śaktī) have raised this misleading accusation. Whatever they may say, the fact remains that it was indeed Vopadeva, who composed the Śrīmad Bhāgavatam.
Bankimchandra (1838-1894), escritor hinduista bengalí

El hecho de que Vopadeva haya escrito varios libros comentando el Bhagavata-purana es el único argumento en contra de que él haya escrito el texto original. Es muy notable que antes de la época de Vopadeva (siglo XIII) nadie mencionara la existencia del Bhagavata-purana.